# فرانك بينيا
فرانك بينيا (بالإنجليزية: Frank Peña)‏ مواليد 22 أغسطس 1971 في أورورا، كان ملاكم محترف أمريكي صنّف ضمن فئة وزن الوسط.

## إحصائيات
خاض خلال مسيرته 20 نزالا، فاز في 15 وتعادل في 2 وخسر في 3. فاز بالضربة القاضية في 8 نزالات.

## روابط خارجية
- فرانك بينيا على موقع بوكس ريك (الإنجليزية) (registration required)